# Gary Bertini
Gary Bertini, izraelski dirigent, * 1. maj 1927, † 18. marec 2005.